# Himno de Andalucía
El Himno de Andalucía es una composición musical, con letra de Blas Infante de 1933, que fue oficializada en 1982.

## Historia

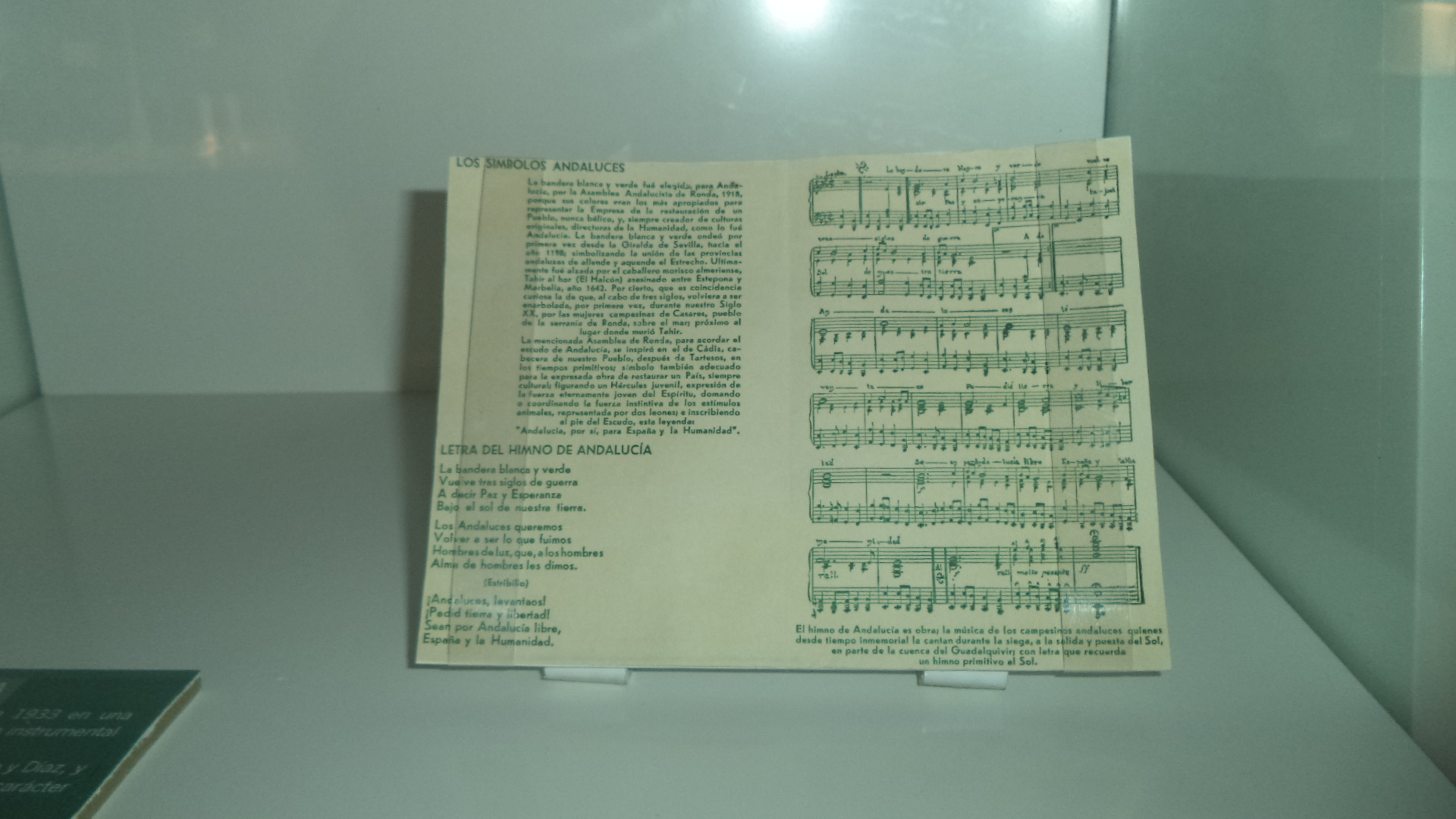
Díptico publicado por la Junta Liberalista de Andalucía en 1933, con la letra y la partitura del himno. Museo de la Autonomía de Andalucía, Coria del Río.

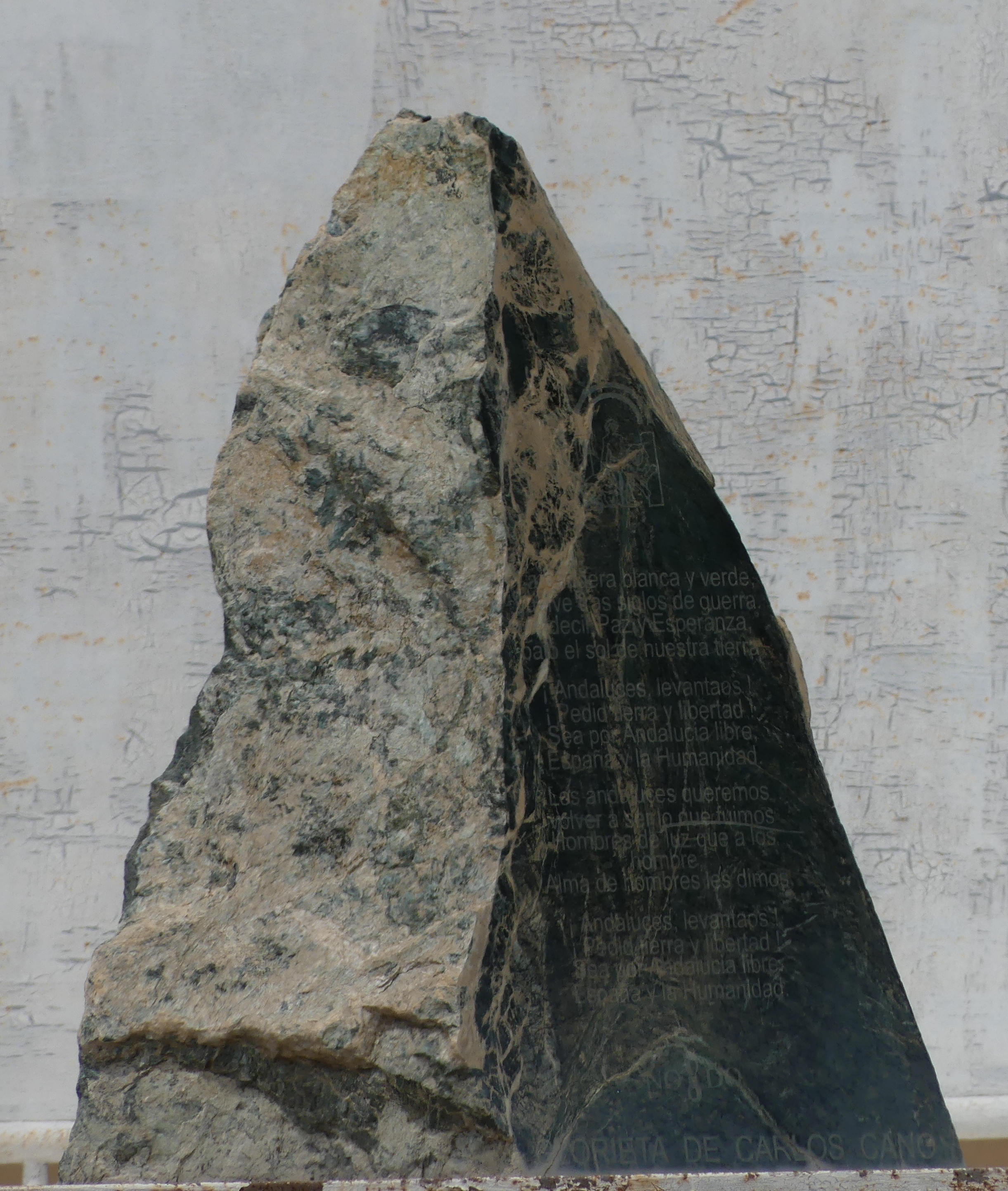
Himno de Andalucía en un monolito de la Glorieta de Carlos Cano de Sevilla.

La melodía es del himno Santo Dios, que era cantado por los niños en las Escuelas Pías andaluzas y por los jornaleros de Cantillana, Alosno (donde Infante lo anotó) y la cuenca del Guadalquivir.
Blas Infante escribió la letra en enero de 1933. José Castillo y Díaz aportó una transcripción para voz y piano y otra para banda.
En 1933 la Junta Liberalista de Andalucía publicó un díptico con la letra y la partitura del himno.
Fue interpretado por la Banda Municipal de Sevilla, bajo la dirección de José Castillo, en un concierto celebrado en la Alameda de Hércules el 10 de julio de 1936, una semana antes del comienzo de la Guerra Civil.
En la Guerra Civil, Blas Infante fue asesinado y José Castillo y Díaz fue apartado de la banda municipal.
Durante la Transición, en marzo de 1977, el periódico El Correo de Andalucía publicó el himno y el escudo. El 9 de junio de ese año el cantautor Carlos Cano, junto a la Coral Polifónica Heliópolis de Sevilla, presentaron el himno en Ronda en un acto del Partido Socialista de Andalucía.
En octubre de 1979 la Banda Municipal de Sevilla volvió a tocarlo, esta vez en el Teatro Lope de Vega de la ciudad. Por peticiones del público, fue interpretado tres veces.
Manuel Castillo realizó una transcripción para voz y piano.
Rocío Jurado ha interpretado tres veces el himno. En 1993 lo cantó en la película La Lola se va a los puertos, en 1994 lo cantó en una gala de Canal Sur Televisión y el 28 de febrero de 1996 lo cantó con Joan Manuel Serrat en otra gala de la misma cadena.
En febrero de 2002, en un concurso de cantantes llamado Operación Triunfo, de Televisión Española, en un contacto que tenían los concursantes con el público en el exterior una espectadora le pidió a David Bisbal que cantase el himno de Andalucía. Este le pidió a Rosa López y a Manu Tenorio que le acompañasen y cantaron el himno los tres.
El 23 de febrero de 2010 David DeMaria, Pastora Soler y Vanesa Martín sacaron un sencillo con el himno.
El 28 de febrero de 2018 la cantante Niña Pastori recibió la medalla de Andalucía, otorgada por la Junta de Andalucía, en el Teatro de la Maestranza de Sevilla. Entonces aprovechó para entonar el himno.
El 28 de febrero de 2023 David Bisbal fue nombrado por la Junta de Andalucía Hijo Predilecto de Andalucía en el Teatro de la Maestranza de Sevilla. Este cantante también aprovechó la ocasión para cantar el himno.

## Himno oficial
Según el artículo 6.2 del Estatuto de Autonomía de Andalucía de 1981:

Andalucía tiene himno y escudo propios, que serán aprobados definitivamente por Ley del Parlamento Andaluz, teniendo en cuenta los acuerdos dictados sobre tales extremos por la Asamblea de Ronda de 1918. (Véase el texto completo en Estatuto de Autonomía de Andalucía de 1981)

Según el artículo 5 de la Ley 3/1982 sobre el Himno y el Escudo de Andalucía:

Andalucía tiene himno propio. Se declara como música del mismo la creada por el genio popular andaluz, anotado por el padre de la patria andaluza, Blas Infante, quien compuso su letra y armonizada por José Castillo y Díaz. [...]

Según el artículo 3.3 del Estatuto de Autonomía de Andalucía del 2007:

Andalucía tiene himno propio, aprobado por ley de su Parlamento, de acuerdo con lo publicado por la Junta Liberalista de Andalucía en 1933. Véase el texto completo en Estatuto de Autonomía de Andalucía de 2007

## Letra[20][21]
La bandera blanca y verde

vuelve, tras siglos de guerra,

a decir paz y esperanza,

bajo el sol de nuestra tierra.

¡Andaluces, levantaos!

¡Pedid tierra y libertad!

¡Sea por Andalucía libre,

España y la humanidad!

Los andaluces queremos

volver a ser lo que fuimos

hombres de luz que a los hombres,

alma de hombres les dimos.

¡Andaluces, levantaos!

¡Pedid tierra y libertad!

¡Sea por Andalucía libre,

España y la humanidad!

## Otros himnos de Andalucía
José Power Rete escribió la letra y la música de un himno andaluz, que fue registrado en 1913.
Antonio Rodríguez de León publicó un himno en la revista Andalucía en agosto de 1917 y enero de 1918.
Tomás Orellana fue un médico que vivió en la calle Jesús del Gran Poder número 84 cuando Blas Infante tenía su bufete en el número 67 de la misma calle. En abril de 1920 Infante fue paciente de Orellana. Por esta época, Orellana compuso la letra de un himno andaluz que Infante consideró pleno de inspiración andalucista.
En 1930 la editorial Unión Musical Española hizo una tirada de 250 ejemplares de un himno de Andalucía. Estaba dedicado a la Casa Central de Andalucía en Madrid. La música era de Andrés María del Carpio y la letra de Conrado Goettig.
Entre el verano de 1932 y enero de 1933 los regionalistas andaluces tuvieron como himno el pasodoble Giralda, de Eduardo López Juarranz.
Fernando G. del Valle y Roja escribió la letra de un himno andaluz con música de Pascual Veiga. La letra fue publicada en el Diario de Cádiz el 4 de julio de 1936.
Juan Gabriel García Escobar escribió la letra y la música de otro himno en 1965.